# Dziesięć okrucieństw
Dziesięć okrucieństw (chiń. 十惡; pinyin shí ĕ) – w tradycyjnym prawie chińskim dziesięć przestępstw głównych, uznawanych za najcięższe zbrodnie, najbardziej uderzające w cywilizowane społeczeństwo. Z powodu ciężaru tych przestępstw nie stosowano do niego przesłanek złagodzenia kary, tzw. ośmiu przywilejów.
Do przestępstw tych zaliczano:
- planowanie rebelii (曰謀反) w celu obalenia władcy;
- zdradę stanu (曰謀大逆) polegającą na niszczeniu cesarskich pałaców i świątyń;
- zdradę państwa (曰謀叛);
- morderstwo krewnego (曰惡逆);
- okrucieństwo (曰不道) polegające na zabiciu co najmniej trzech osób lub znieważeniu ciała ofiary;
- brak szacunku wobec starszych (曰大不敬);
- brak szacunku wobec rodziców (曰不孝), do którego zaliczało się również pogwałcenie czasu żałoby po rodzicach;
- spory rodzinne (曰不睦);
- nieuczciwość (曰不義), polegającą na zabiciu swojego zwierzchnika, nauczyciela lub urzędnika;
- kazirodztwo (曰內亂).